# Gödöllői Sport Klub
Der Gödöllői Sport Klub (GSK) ist ein ungarischer Sportverein in Gödöllő, einer Stadt in der Nähe von Budapest.
Der GSK bietet eine Vielzahl von Sportarten an, darunter Volleyball, Leichtathletik und Fußball. Der GSK hat einen festen Platz im ungarischen Fußballgeschehen, betreibt eine erfolgreiche Nachwuchsarbeit und fördert den Breitensport in der Region.

## Geschichte
Der Sportverein wurde als Gödöllői Sport Egyesület (GSE) am 1. Juni 1901 gegründet.

### Gründung der Fußballabteilung
Im Jahr 1914 wurde die Fußballabteilung des GSE gegründet, wuchs schnell heran und nahm an lokalen und regionalen Wettbewerben teil. Ab den 1920er Jahren spielte der GSE erstmals auf nationaler Ebene. In den Jahren 1920/21 und 1921/22 spielte der GSE vorübergehend in der zweiten Liga. In derselben Saison änderte der Verein seinen Namen in Gödöllői Sport Club (GSC).

### Geschichte der Abteilung Fußball
Obwohl die Ressourcen während der Zwischenkriegszeit und während des Zweiten Weltkriegs knapp waren, schaffte es der GSC, der inzwischen zu GIK umbenannt wurde, aktiv zu bleiben und gewann in der Saison 1928/29 die dritte ungarische Liga und stieg für ein Jahr in die zweite Liga auf.
Ab 1930 war der GIK fest in der dritten Liga etabliert und spielte einige Saisons in dieser Meisterschaft. Innerhalb von vier Jahren konnte der GIK sein Kader verstärken und in der Saison 1934/35 gelang der Aufstieg in die zweite Liga. Während und nach dem Zweiten Weltkrieg konnte der GIK aktiv bleiben und blieb bis 1948/49, für weitere 13 Spielzeiten, in der zweiten Liga.
Im Jahr 1951 wurde der Verein zu Dózsa Gödöllő umfirmiert. Es handelte sich um eine Polizeieinheit, die im Komitat Pest gegründet wurde und wie viele andere Vereine in diesen Jahren den Namen des Bauernführer György Dózsa trug, aber schon bald auf Anweisung höherer Behörden nach Gödöllő umzog und von da an den Namen Gödöllői Dózsa annahm. Bereits 1952 hatten die Spieler mit 44 Punkten und einem Torverhältnis von 105:25 die dritte Liga gewonnen, durften aber aus unbekannten Gründen nicht in der zweiten Liga spielen. Ein Jahr später wurde der Gödöllői Dózsa erneut Meister, diesmal mit 51 Punkten und einer Tordifferenz von 151:35. Ab 1954 durfte die Mannschaft drei Jahre lang in der Ostgruppe der zweiten Liga spielen.
Im Jahr 1956 wurden einige Spieler freigekauft und bestochen. Das unsportliche Verhalten wurde von der MLSZ aufgedeckt und mehrere der beteiligten Spieler wurden gesperrt.
Ab der Saison 1957/58 wurde die Polizeieinheit des Teams aufgelöst. Stattdessen unterzeichnete der Verein einen Vertrag mit der örtlichen Fabrik für Stromzähler Ganz Árammérőgyár, die viel Geld in den Fußball investierte. Von da an hieß die Mannschaft Gödöllő Vasas und spielte ab der Saison 1958/59 für fünf weitere Jahre in der vierten ungarischen Liga.
Der nationale Volksaufstand hatte enorme Auswirkungen auf den Gödöllői Vasas, der Jahr um Jahr gegen den Abstieg kämpfte. Der Kader wurde geschwächt und die sportlichen Leistungen gingen zurück. In der Saison 1962/63 stieg der Gödöllői Vasas in die fünfte ungarische Liga ab. Drei Jahre später klappte der Aufstieg in die vierte Liga. Ein Jahr später, 1967, hatte der Gödöllői Vasas gute Chancen, um in die dritte Liga aufzusteigen, aber den Spielern wurde gesagt, dass sie es nicht wagen sollen, zu gewinnen, da die Leitung nicht in der Lage sei, die Voraussetzungen zu schaffen, um eine Liga höher zu spielen. So wurde die Mannschaft 1967 „nur“ Dritter und verlor im letzten Heimspiel unter absurden Umständen mit 1:2. Dies warf die Fußballer und den Club so weit zurück, dass sie im Sommer 1971 bis in die sechste Liga abrutschten.

### Moderner GSK
Der heutige Gödöllői Sport Klub (GSK) wurde nach dem Regimewechsel 1991 als Nachfolgeverein der Mannschaft der Stromzählerfabrik Ganz Árammérőgyár Gödöllő gegründet. Die Spieler gewannen 1992 die dritte Liga und konnten vier Jahre lang in der zweiten Liga spielen. Sie spielten unter anderem mit der ersten Mannschaft von MTK Budapest FC und Diósgyőri VTK. Im Jahr 1996 bedeutete der 15. Platz das Ausscheiden, man hätte aber aufgrund der Ergebnisse auf dem Spielfeld in der dritten Liga bleiben können. Aufgrund von Umstrukturierungen stieg der Club jedoch noch eine weitere Liga ab.
Im Jahr 2000 begann für den modernen GSK erneut eine Abwärtsspirale. Tatsächlich hat sich der Gödöllői SK lange Zeit nicht für den ungarischen Pokal (Ungarischer Fußballpokal) qualifiziert. 2003 belegte er mit einer katastrophalen Tordifferenz den letzten Platz in der vierten Liga und konnte 2009 nur in der vierten Liga bleiben, da sich der Verein Kerepes VSE vom Spiel zurückgezogen hatte. Spielern zufolge wurde der Leistungsabfall dadurch verstärkt, dass die Mannschaft fast jedes Jahr den Besitzer wechselte, was sich auch in den ständigen Namensänderungen widerspiegelt.
Im Frühjahr 2010 schaffte es der GSK nach langer Zeit wieder in die Hauptrunde des ungarischen Pokals, wo sie die Gázművek MTE nach einem 1:1 in der regulären Spielzeit und mit Elfmeterschießen in der Verlängerung mit 5:4 schlugen. In der zweiten Runde gegen Kispest II führten die Spieler mit 2:0, aber ein junger Spieler namens Richárd Vernes, der damals eingewechselt wurde, rettete fast im Alleingang das 2:2. In der Verlängerung führte er Kispest II ebenfalls zum 4:2-Sieg. Mit diesem Ergebnis musste sich der GSK erneut aus der Hauptrunde des ungarischen Pokals verabschieden.
Der GSK hat seinen Kader in den letzten 15 Jahren erheblich verbessert und konnte stabil in der vierten Liga spielen, jedoch erreichte er keinen Aufstieg, obwohl die Mannschaft in der Saison 2021/22 Meister wurde. Der GSK konnte in den letzten Jahren vor allem in den Cupmeisterschaften überzeugen, wo er in der Saison 2021/22 den Komitat Pest Supercup gewonnen hat und in den darauffolgenden Jahren 2023 und 2024 den Komitat Pest Cup. In der Saison 2023/2024 wurde man in der 4. Liga Tabellenzweiter.

### Nachwuchsarbeit der Abteilung Fußball
Der moderne GSK ist dafür bekannt, dass er talentierte Fußballer entdeckt, fördert und ausbildet. Beispiele für die gelungene Nachwuchsarbeit bei den Spielern sind Mátyás Kovács, Csongor Szabó, Dániel Nagy, Krisztián Simon und Roland Varga, Mitglied der Meistermannschaft von Győr aus dem Jahr 2013 und ein weiterer Nationalspieler, der es in die polnische Spitzenliga (Ekstraklasa) geschafft hat, Gergő Lovrencsics.

## Erfolge
Die Mannschaft gewann folgende nationale Titel (stand 17. September 2024):
- 3 × Ungarischer Drittliga-Meister: 1953, 1954, 1992
- 1 × Ungarischer Viertliga-Meister: 2022
- 2 × Ungarischer Fünftliga-Meister: 1973, 1987
- 2 × Ungarischer Sechstliga-Meister: 1972, 1986
- 2 × Ungarischer Komitat-Pest-Cup-Meister: 2023, 2024
- 1 × Ungarischer Komitat-Pest-Supercup-Meister: 2022

### Erfolge über die Jahre
Folgende Ligahöhen erreichte der Verein im Laufe der Jahre:
| Saison  | Erfolge                                                     | Ligahöhe |
| ------- | ----------------------------------------------------------- | -------- |
| 2023/24 | Komitat Pest Cup – Meister                                  | 4        |
| 2022/23 | Komitat Pest Cup – Meister                                  | 4        |
| 2021/22 | Komitat Pest Supercup – Meister                             | 4        |
| 2021/22 | Komitat Pest Liga – Meister                                 | 4        |
| 1991/92 | Nationale Meisterschaft III. Klasse, Mátra-Gruppe – Meister | 3        |
| 1986/87 | Komitat Pest II. Klasse, Nordgruppe – Meister               | 5        |
| 1985/86 | Komitat Pest, Bezirk Gödöllő – Meister                      | 6        |
| 1972/73 | Komitat Pest I.Klasse – Meister                             | 5        |
| 1971/72 | Komitat Pest Regionalmeisterschaft, Gruppe A – Meister      | 6        |
| 1953/54 | Komitat Pest Nordgruppe – Meister                           | 3        |
| 1952/53 | Komitat Pest Nordgruppe – Meister                           | 3        |